# مصطفی زلمی
مصطفی ابراهیم زلمی (به کردی: مسته‌فا ئیبراهیم زەڵمی) با نام کامل مصطفی ابراهیم محمد امین زلمی (زاده: ۱ ژوئیه ۱۹۲۴ در روستای زلم، اورامان، استان حلبچه، کردستان عراق، عراق – درگذشت: ۴ ژوئن ۲۰۱۶ در اربیل، کردستان عراق، عراق) استاد تمام، حقوق‌دان، عالم اسلامی، فقیه و نویسنده کرد اهل کردستان عراق است.